# Piccadilly Circus (stanice metra v Londýně)
Piccadilly Circus je stanice londýnského metra, otevřená roku 1906. Nachází se na dvou linkách :
- Bakerloo Line (mezi stanicemi Oxford Circus a Charing Cross)
- Piccadilly Line (mezi stanicemi Green Park a Leicester Square).

| Rok  | Počet cestujících |
| ---- | ----------------- |
| 2011 | 40,58 mil         |
| 2012 | 42,36 mil         |
| 2013 | 41,70 mil         |
| 2014 | 42,93 mil         |